# Neobisium maroccanum
Neobisium maroccanum es una especie de arácnido del orden Pseudoscorpionida de la familia Neobisiidae.

## Distribución geográfica
Se encuentra en Argelia y las Azores.